# Boisseuil
Boisseuil is een gemeente in het Franse departement Haute-Vienne (regio Nouvelle-Aquitaine) en telt 2299 inwoners (2005). De plaats maakt deel uit van het arrondissement Limoges.

## Geografie
De oppervlakte van Boisseuil bedraagt 19,0 km², de bevolkingsdichtheid is 121,0 inwoners per km².
De onderstaande kaart toont de ligging van Boisseuil met de belangrijkste infrastructuur en aangrenzende gemeenten.

## Demografie
Onderstaande figuur toont het verloop van het inwonertal (bron: INSEE-tellingen).